# 济娜拉·阿林别卡娃
济娜拉·塔尔加托芙娜·阿林别卡娃（1996年1月5日—）生于哈萨克斯坦卡拉干达州阿拜，是一名白俄罗斯女子冬季两项运动员。她的父亲是哈萨克斯坦人，母亲是俄罗斯人，她在三岁时随父母移居至白俄罗斯，之后她的弟弟出生。她在12岁时在体育教师的介绍下开始练习滑雪，一开始她练习的是越野滑雪，一年后她转项练习冬季两项。